# Sibřina
Obec Sibřina se nachází v okrese Praha-východ, kraj Středočeský. Rozkládá se asi devatenáct kilometrů východně od centra Prahy a sedmnáct kilometrů jižně od města Brandýs nad Labem-Stará Boleslav. Žije zde přibližně 1 100 obyvatel (v roce 2006 jich bylo 542).

## Dějiny
Nejstarší zmínka o obci pochází z roku 1197, kdy je jmenován první majitel Bertoldus de Zebrin a jeho dva synové Sezema a Heřman. Na přelomu 13. a 14. století byl majitelem Sibřiny pražský měšťan Albert Menhartův a nedlouho poté Vítek ze Švábenic. Ten ji nejdříve zastavil a v roce 1309 opět vyplatil penězi za prodaný majetek. Roku 1318 seděli na vsi zemani Čeněk a Zdislav, později královský podkomoří Velfl.
Roku 1349 patřila Sibřina pražskému měšťanu Janovi, synu Alberta Menharta ze Starého Města Pražského. Toho roku jednal se zderazským klášterem o meze směrem k Újezdu. Jeho syn Václav posléze prodal Sibřinu svému strýci Pešlovi Bohuslavovi, který rovněž vlastnil sousední Květnici, kterou po něm převzal syn Jan. Druhý syn Jošt (Jodok) zdědil Sibřinu. Tu prokazatelně držel ještě v letech 1408–1411, kdy se také poprvé připomíná zdejší tvrz (hered. Jodoci de Siebrziny ib. in Siebrzinie in municione… Jodocum de Zbirzyn)citace.
Za nezletilého Joštova syna Janka spravoval pak asi do roku 1439 Sibřinu poručník Milota z Hrušova. Jan ze Sibřiny, zmiňovaný od roku 1437 i v pražských městských knihách, sídlil na zdejší tvrzi až do konce roku 1470, kdy zemřel a zanechal dceru Dorotu.

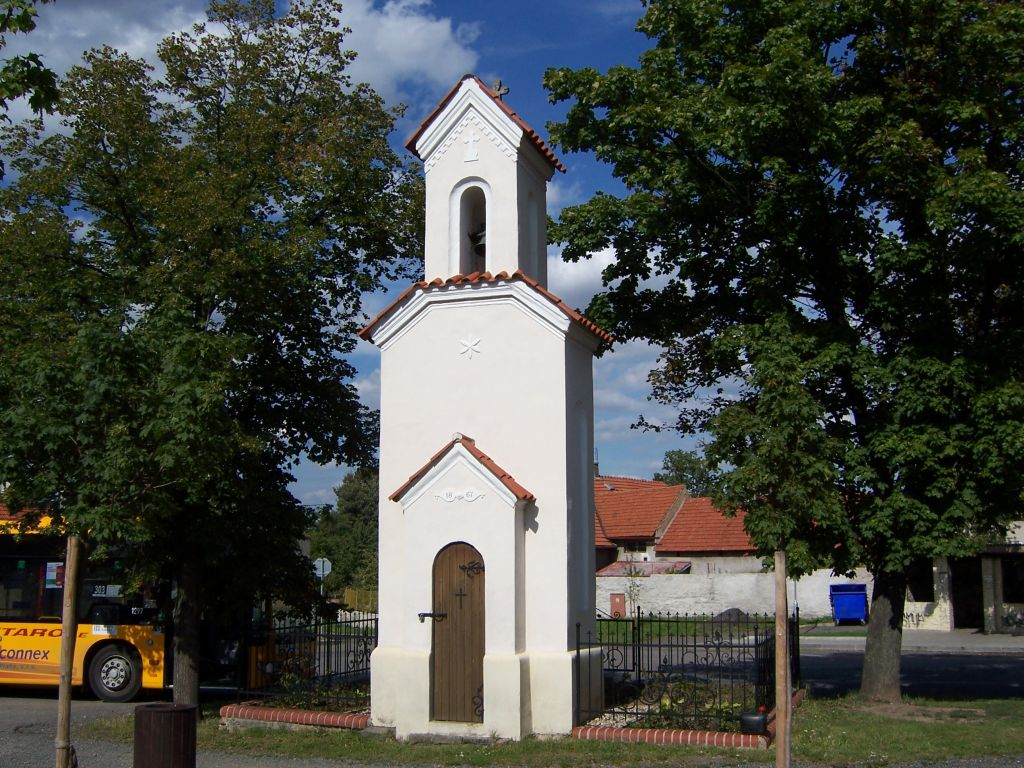
Zvonička

Neznámou smlouvou získal pak před roku 1492 Sibřinu, poplužní dvůr a ostatní zboží majitel tvrze v Dřevčicích Václav Tluksa Vrábský z Vrábí, jeden ze čtyř bratří rozvětveného rodu Tluksů Vrábských z Vrábí. Po jeho smrti (před rokem 1520) zdědil Sibřinu Jetřich Tluksa Vrábský z Vrábí, který ji pak před rokem 1525 prodal Adamu Tluksovi Vrábskému z Vrábí. V jeho majetku byla sibřinská tvrz ještě v roce 1544 a někdy před rokem 1555 ji zdědil jeho syn Hynek Vrábský z Vrábí.
Hynek zastavil tvrz Sibřinu, Václavovi Crkovskému ze Zahrádky. Ten převedl zástavu na bratry Bohuslava a Karla Horťátecké a tito dále roku 1573 Zikmundu Vrabskému. Od Zikmunda Vrábského získala v roce 1578 Sibřinu Johanka Chodourová z Vrábí.
Ta pak roku 1579 podělila své nezletilé tety Mandalénu Šarovcovou z Chodů, Alenu a Sobinu, dcery své sestry Kateřiny Vachtlové z Vrabí, když jim vydala díl ze Sibřiny – celkem 3500 kop míšeňských grošů. Roku 1583 odprodala od statku ještě tři rybníky a nakonec roku 1587 prodala celý zbývající sibřinský majetek Vilémovi staršímu Malovci z Malovic, jenž jej připojil ke Kolodějům.
V roce 1588 prodal Vilém starší Malovec svůj díl Koloděj včetně Sibřiny Václavu Homutovi z Harasova a jeho manželce Evě z Malovic, ti je pak v roce 1589 postoupili Jaroslavu Smiřickému ze Smiřic a na Kostelci nad Černými lesy.

### Doba pobělohorská

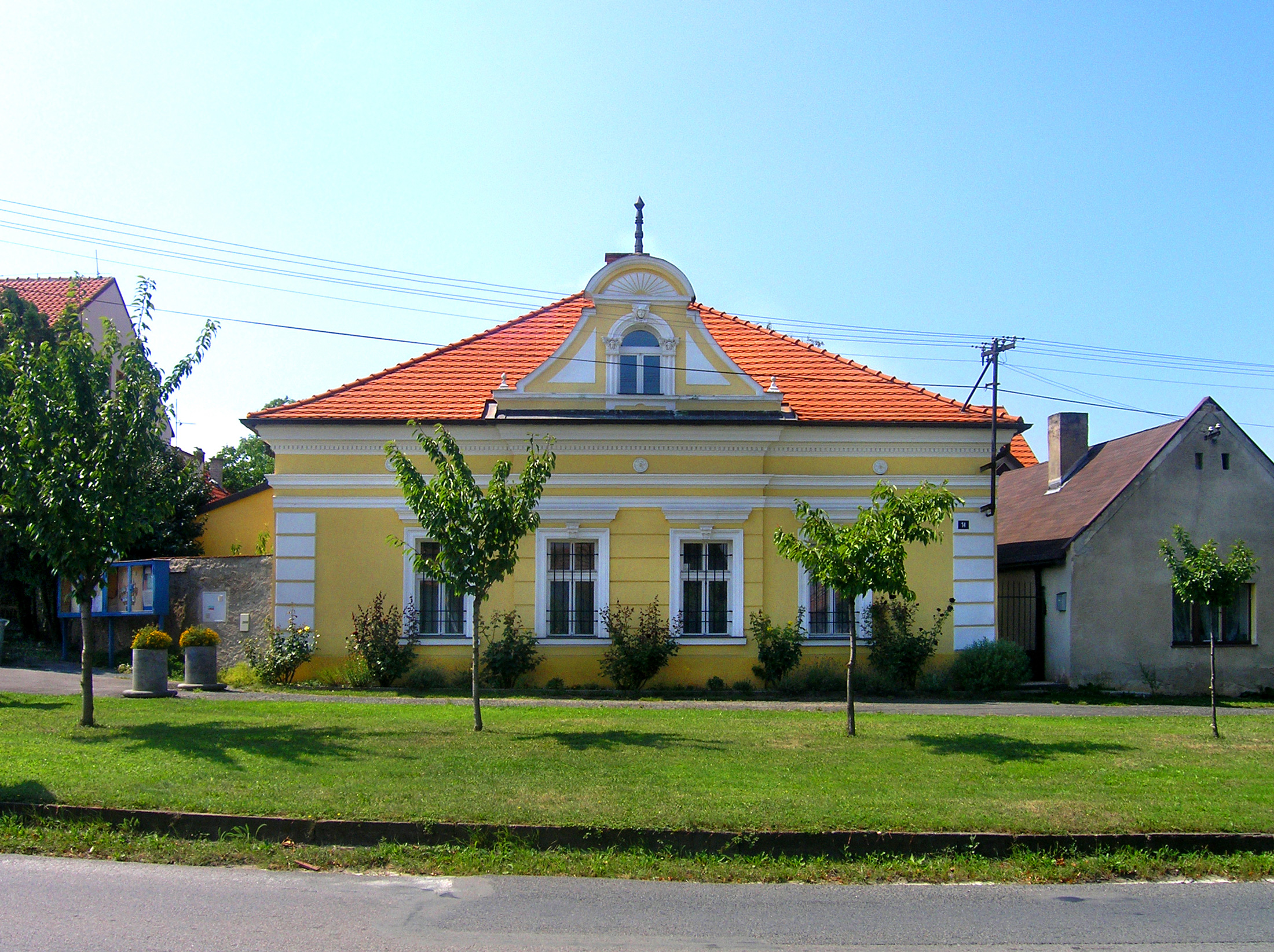
Domek na návsi

Když po bělohorské bitvě musela ovdovělá majitelka Jičína Markéta Salomena Slavatová jako nekatolička uprchnout ze země, ujal se správy Jičína a ostatních statků Smiřických Albrecht z Valdštejna, poručník jejího slabomyslného bratra Jindřicha Jiřího Smiřického (1592–1630). Sám uplatnil své dědické nároky, protože jeho matka Markéta (1557–1593) byla z rodu Smiřických a byl vyslyšen. Tím se stal majitelem jednoho z největších panství v Čecháchcitace.
Jindřich Jiří Smiřický, „na rozumu nedostatečný“, umřel de facto jako Valdštejnův vězeň v roce 1630 a Markéta Salomena po roce 1654.
Budoucí generál císařského vojska Albrecht z Valdštejna však majetek rodu Smiřických dlouho nedržel, neboť jej po bitvě na Bílé hoře prodal roku 1623 císařskému místodržícímu Karlu z Lichtenštejna, v jehož rodu se tento majetek udržel až do převratu ve 20. století.
Od této doby tedy patřila sibřinská tvrz, zmíněná naposledy ještě k roku 1621, zdejší poplužní dvůr s vesnicí a novými domy na Vidrholci k uhříněvskému panství. Ještě nedávno se předpokládalo, že tvrz zanikla beze stop. Je však možné, že se stále nachází ve zdivu domu čp. 212 v areálu hospodářského dvora nad rybníčkem v severní části vsi.

### Územněsprávní začlenění
Dějiny územněsprávního začleňování zahrnují období od roku 1850 do současnosti. V chronologickém přehledu je uvedena územně administrativní příslušnost obce v roce, kdy ke změně došlo:
- 1850 země česká, kraj Praha, politický okres Jílové, soudní okres Říčany[6]
- 1855 země česká, kraj Praha, soudní okres Říčany[6]
- 1868 země česká, politický okres Český Brod, soudní okres Říčany[6]
- 1898 země česká, politický okres Žižkov, soudní okres Říčany[7]
- 1921 země česká, politický okres Žižkov sídlo Říčany, soudní okres Říčany[8]
- 1925 země česká, politický i soudní okres Říčany[9]
- 1939 země česká, Oberlandrat Praha, politický i soudní okres Říčany[10]
- 1942 země česká, Oberlandrat Praha, politický okres Praha-venkov-jih, soudní okres Říčany[11]
- 1945 země česká, správní i soudní okres Říčany[12]
- 1949 Pražský kraj, okres Říčany[13]
- 1960 Středočeský kraj, okres Praha-východ[14]

### Rok 1932
Ve vsi Sibřina (1589 obyvatel) byly v roce 1932 evidovány tyto živnosti a obchody: autodopravce, výroba cementového zboží, obchod s cukrovinkami, obchod s dřívím, 2 družstva pro rozvod elektrické energie, elektrotechnický závod, holič, 4 hostince, jednatelství, kamnář, kolář, košíkář, 2 kováři, krejčí, lakýrník, malíř pokojů, 3 obchody s mlékem, výroba nákrčníků, obuvník, paliva, 2 obchody s lahvovým pivem, rolník, 3 řezníci, sedlář, 9 obchodů se smíšeným zbožím, stavební hmoty, obchod se střižním zbožím, tesařský mistr, trafika, obchod s uhlím, velkostatek Klán, zubní ateliér.
V obci Stupice (132 obyvatel, samostatná obec se později stala součástí Sibřiny) byly v roce 1932 evidovány tyto živnosti a obchody: družstvo pro rozvod elektrické energie ve Stupicích, hospodářské družstvo pro pěstování osiv, hostinec, kovář, obuvník, rolník, šlechtitelská stanice semen, 2 obchody se smíšeným zbožím, trafika.

## Části obce
- Sibřina
- Stupice

V letech 1964–1990 k obci patřila i Květnice.

## Doprava
Obcí prochází silnice III. třídy. Ve vzdálenosti 2 km lze najet na silnici I/12 Praha - Kolín. Obec je autobusovým spojením navázána na železniční zastávku Praha-Klánovice na trati 011. Autobusová doprava v obci je zapojena do Pražské intengrované dopravy, a to linkami 303 (Praha, Černý Most - Křenice), 329 (Praha, Skalka - Škvorec, náměstí) a 765 (Sibřina - Říčany,Wolkerova). V obci se nachází tři autobusové zastávky – „Sibřina“ , „Sibřina, Zahradní “ a „Křenice, K Sibřině“

## Další fotografie

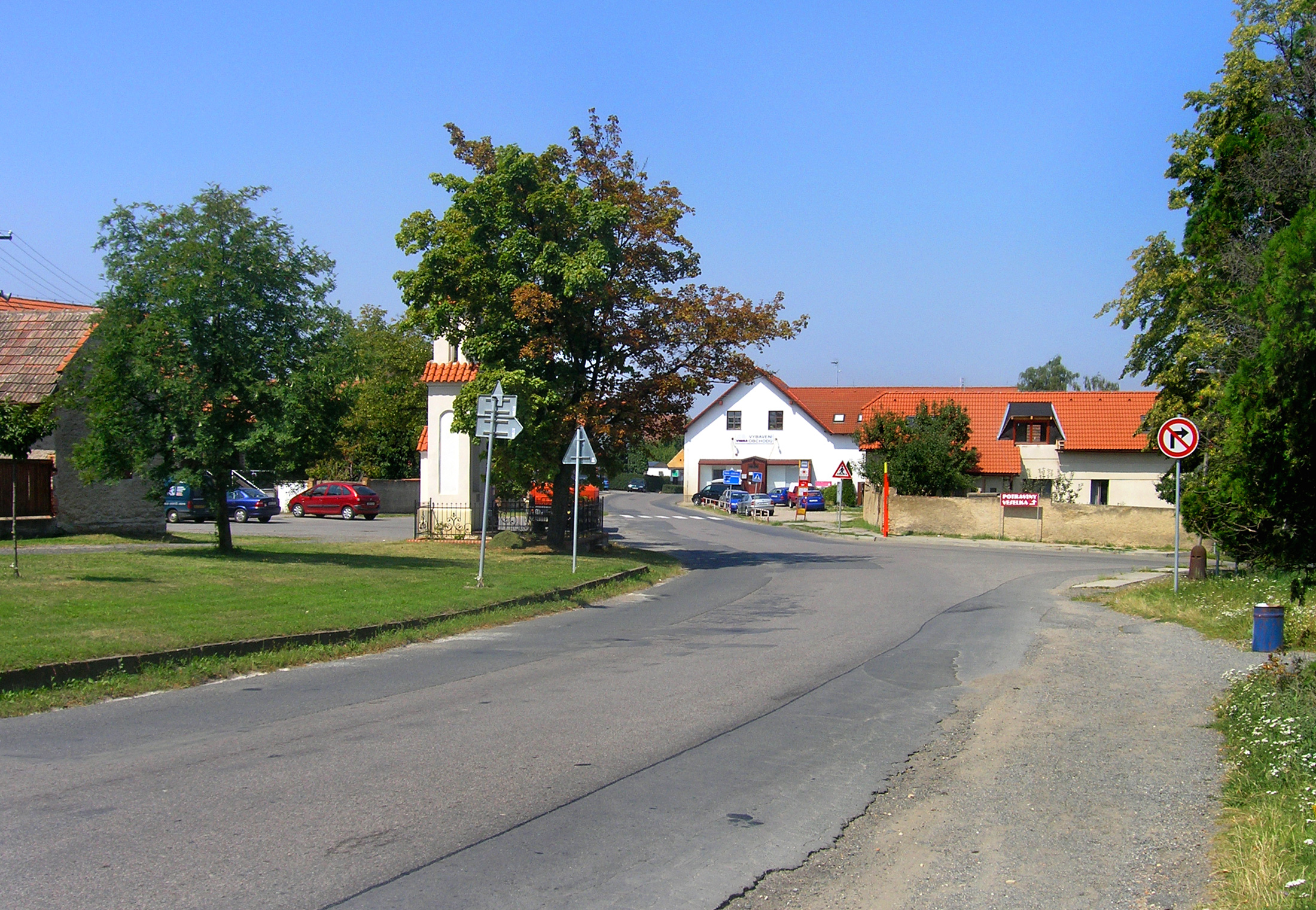
Náves
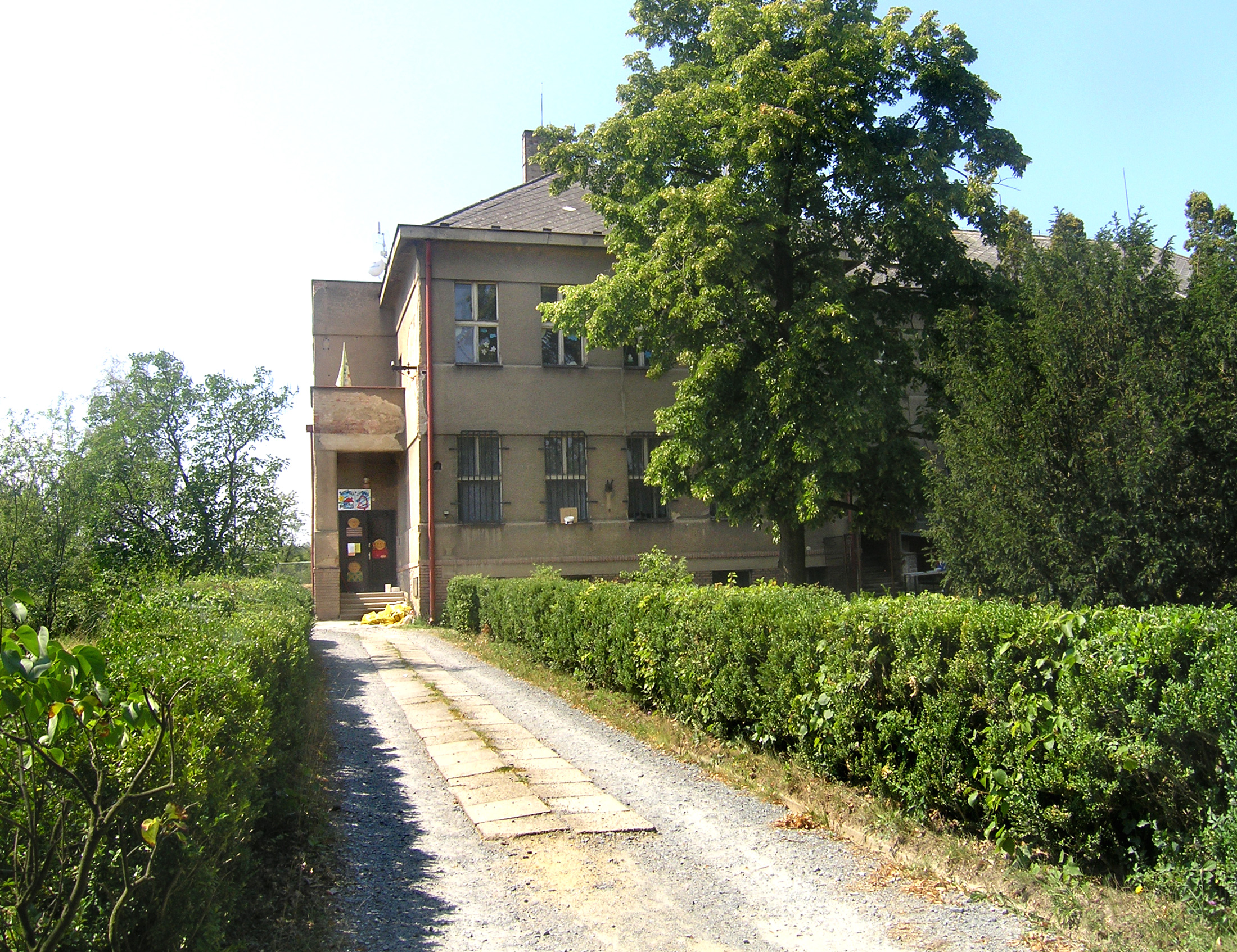
Stará škola
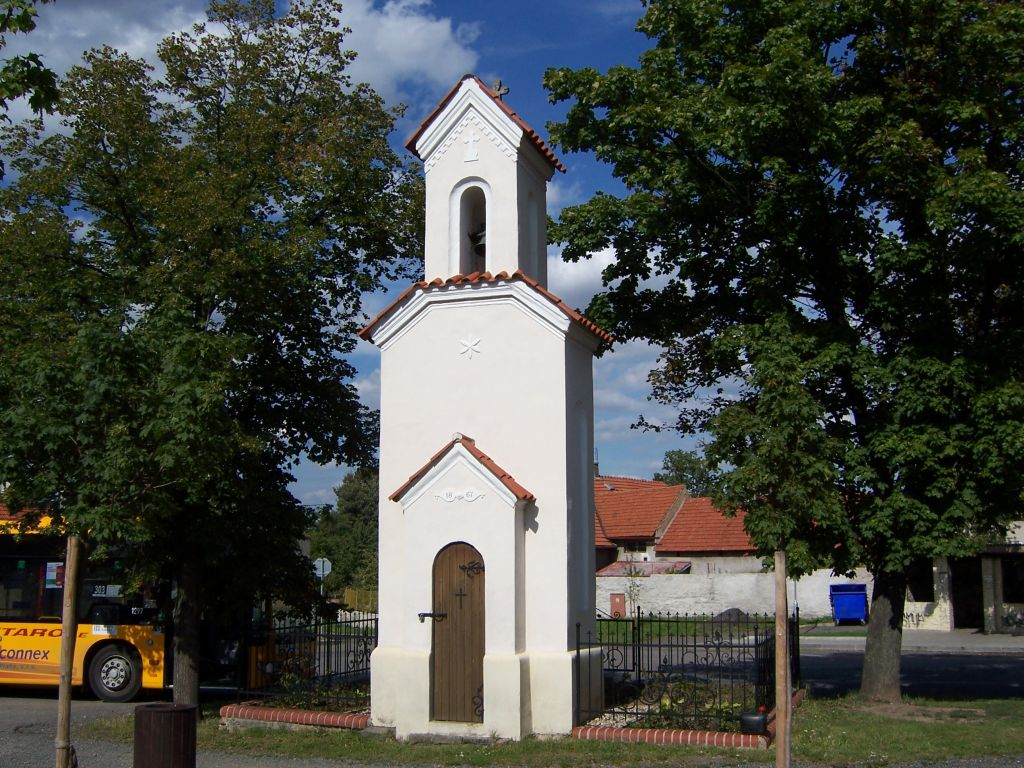
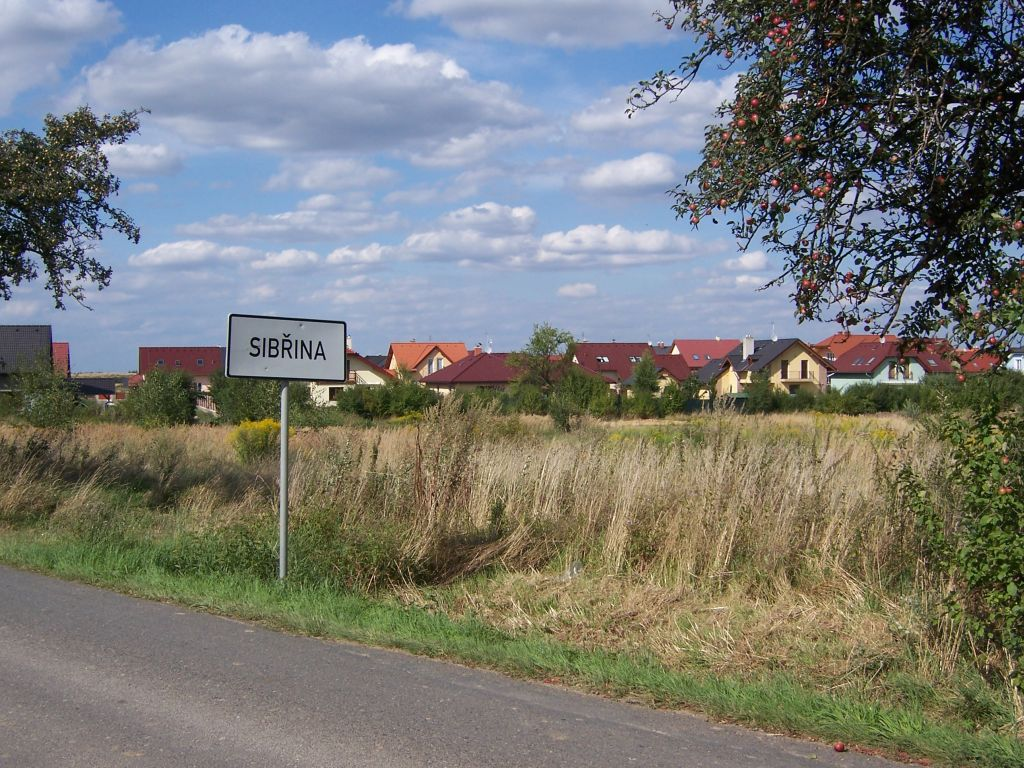